# Championnats du monde de judo 1958
Navigation
Édition précédente Édition suivante
Les Championnats du monde masculins de judo 1958 se sont déroulés à Tokyo au Japon. Ce furent les seconds championnats du monde de judo.

## Résultats

### Hommes
| Catégories        | Or        | Argent        | Bronze                              |
| ----------------- | --------- | ------------- | ----------------------------------- |
| Toutes catégories | Koji Sone | Akio Kaminaga | Bernard Pariset Kimiyoshi Yamashiki |

## Tableau des médailles
| Rang | Nation | Or | Argent | Bronze | Total |
| ---- | ------ | -- | ------ | ------ | ----- |
| 1    | Japon  | 1  | 1      | 1      | 3     |
| 2    | France | 0  | 0      | 1      | 1     |

## Source
- Comme en 1956 la place de troisième a été disputée et Yamashiki JPN a battu le français Bernard Pariset !(en) Judoinside.com